# David Anderson
David Kent Anderson (född 28 juli 1983) är en amerikansk fotbollsspelare, som för tillfället är wide receiver på planen för laget Houston Texans i serien National Football League.